# Jacopo Sala
Jacopo Sala (Alzano Lombardo, 5 dicembre 1991) è un calciatore italiano, difensore o centrocampista.

## Caratteristiche tecniche
Esterno di piede destro di ottime qualità tecniche, viene utilizzato in tutti i ruoli della fascia da terzino e da ala offensiva. Dotato di ottima personalità, in varie occasioni è stato anche schierato come interno in un centrocampo a 3. Allo Spezia è stato reinventato nel ruolo di regista a centrocampo da Thiago Motta, che lo ha impiegato pure nel ruolo di centrale difensivo nella retroguardia a 3. Le sue caratteristiche migliori sono la corsa, la velocità e il dribbling, oltre a essere un buon equilibratore.

## Carriera

### Club

#### Gli inizi
Cresciuto nelle giovanili dell'Atalanta, a 15 anni ha firmato un contratto giovanile per la società inglese del Chelsea. Qui ha vinto la FA Youth Cup nel 2010, collezionando 43 presenze ed 11 gol dal 2008 al 2010. Nella stagione 2008-2009 è stato schierato anche tre volte nella squadra delle riserve prima di diventare, nel 2009-2010, parte integrante della squadra. Nel 2010, anno in cui il Chelsea è divenuto campione d'Inghilterra, dopo aver giocato alcune partite amichevoli ed essersi allenato con la prima squadra è andato in panchina nell'ultima partita di campionato contro il Blackburn.

#### Amburgo
Il 3 giugno 2011 è stato ceduto all'Amburgo, in Bundesliga, con cui ha firmato un contratto triennale fino al 30 giugno 2014, e scegliendo il numero 22. Dopo 2 presenze nella squadra riserve, il 22 gennaio 2012 esordisce fra i professionisti nella partita persa 5-1 contro il Borussia Dortmund. La prima presenza da titolare arriva nella giornata successiva, nella vittoria 2-1 contro l'Hertha Berlino. Nella gara successiva sigla il suo primo gol in campionato nell'1-1 contro il Bayern Monaco. La sua stagione è condizionata dagli infortuni muscolari.

#### Hellas Verona
Il 24 luglio 2013 passa a titolo definitivo al Verona, neopromosso in serie A. Esordisce con la maglia gialloblu il 17 agosto nella partita di Coppa Italia Palermo-Verona (0-1). Il 1º settembre seguente debutta invece in serie A durante la partita Roma-Verona (3-0), subentrando a gara in corso. Segna il suo primo gol nella sconfitta per 3-5 contro la Fiorentina, il 13 aprile 2014. La stagione successiva ha esordito il 6 gennaio 2015 dopo mesi di infortuni muscolari iniziati durante la preparazione estiva. Il 3 luglio seguente rinnova il proprio contratto fino al 2017. Trova più continuità l'anno successivo giocando 18 partite prima di venire ceduto a gennaio. Con l'Hellas ha collezionato 49 presenze e 3 reti in 2 anni e mezzo.

#### Sampdoria
Il 30 gennaio 2016 viene acquistato in prestito con obbligo di riscatto dalla Sampdoria, che gli fa sottoscrivere un contratto valido fino a giugno 2020. Il giocatore sceglie la maglia numero 22. Il giorno dopo esordisce con maglia blucerchiata nella sconfitta 3-2 contro il Bologna. Il 3 febbraio 2016, durante Sampdoria-Torino, si procura una lesione muscolare ai flessori della gamba sinistra.

#### SPAL e Spezia
Il 2 settembre 2019 viene ceduto alla SPAL. Tuttavia, a seguito di prestazioni non convincenti, il 17 dicembre viene messo ai margini della rosa. Viene poi reintegrato in febbraio a seguito dell'esonero di Leonardo Semplici e l'arrivo di Luigi Di Biagio.
Il 5 settembre 2020 si trasferisce a titolo definitivo allo Spezia dove firma un contratto fino al 2022. Dopo una prima stagione in cui ha trovato poco spazio finendo ai margini della rosa durante la gestione di Vincenzo Italiano, nel 2021-2022 viene impiegato maggiormente da Thiago Motta, che lo reinventa nel ruolo di regista a centrocampo, tanto che il 6 novembre 2021 segna la sua prima rete con i liguri, decisiva per il successo casalingo sul Torino, tornando al gol in massima serie dopo oltre 6 anni. Il 1º settembre 2023 rescinde il contratto con la squadra ligure.

#### Rimini
Dopo quattro mesi da svincolato, il 22 gennaio 2024 sottoscrive un contratto fino al termine della stagione con il Rimini, in Serie C.

### Nazionale
Nel 2006 ha giocato 9 partite con l'Under-16 italiana. Nel biennio 2007-2008, invece, ha preso parte a 8 incontri dell'Under-17, segnando un gol. La selezione con cui ha più presenze è l'Under-19: 13 presenze nel 2009-2011.
Il 15 agosto 2012 esordisce con la Nazionale Under-21, nella partita amichevole Olanda-Italia (0-3). Il 6 settembre seguente realizza la sua prima e unica rete in Under-21 nella gara, valida per le Qualificazioni ad Euro 2013, vinta 7-0 contro il Liechtenstein.

## Statistiche

### Presenze e reti nei club
Statistiche aggiornate al 12 maggio 2024.
| Stagione         | Squadra          | Campionato       | Campionato | Campionato | Coppe nazionali | Coppe nazionali | Coppe nazionali | Coppe continentali | Coppe continentali | Coppe continentali | Altre coppe | Altre coppe | Altre coppe | Totale | Totale |
| Stagione         | Squadra          | Comp             | Pres       | Reti       | Comp            | Pres            | Reti            | Comp               | Pres               | Reti               | Comp        | Pres        | Reti        | Pres   | Reti   |
| ---------------- | ---------------- | ---------------- | ---------- | ---------- | --------------- | --------------- | --------------- | ------------------ | ------------------ | ------------------ | ----------- | ----------- | ----------- | ------ | ------ |
| 2011-2012        | Amburgo          | BL               | 13         | 1          | CG              | 0               | 0               | -                  | -                  | -                  | -           | -           | -           | 13     | 1      |
| 2012-2013        | Amburgo          | BL               | 8          | 0          | CG              | 0               | 0               |                    | -                  | -                  | -           | -           | -           | 8      | 0      |
| Totale Amburgo   | Totale Amburgo   | Totale Amburgo   | 21         | 1          |                 | 0               | 0               |                    | -                  | -                  |             | -           | -           | 21     | 1      |
| 2013-2014        | Verona           | A                | 15         | 1          | CI              | 2               | 0               | -                  | -                  | -                  | -           | -           | -           | 17     | 1      |
| 2014-2015        | Verona           | A                | 16         | 2          | CI              | 0               | 0               | -                  | -                  | -                  | -           | -           | -           | 16     | 2      |
| 2015-gen. 2016   | Verona           | A                | 18         | 0          | CI              | 1               | 0               | -                  | -                  | -                  | -           | -           | -           | 19     | 0      |
| Totale Verona    | Totale Verona    | Totale Verona    | 49         | 3          |                 | 3               | 0               |                    | -                  | -                  |             | -           | -           | 52     | 3      |
| gen.-giu. 2016   | Sampdoria        | A                | 5          | 0          | CI              | -               | -               | UEL                | -                  | -                  | -           | -           | -           | 5      | 0      |
| 2016-2017        | Sampdoria        | A                | 20         | 0          | CI              | 1               | 0               | -                  | -                  | -                  | -           | -           | -           | 21     | 0      |
| 2017-2018        | Sampdoria        | A                | 13         | 0          | CI              | 3               | 0               | -                  | -                  | -                  | -           | -           | -           | 16     | 0      |
| 2018-2019        | Sampdoria        | A                | 21         | 0          | CI              | 3               | 0               | -                  | -                  | -                  | -           | -           | -           | 24     | 0      |
| Totale Sampdoria | Totale Sampdoria | Totale Sampdoria | 59         | 0          |                 | 7               | 0               |                    | -                  | -                  |             | -           | -           | 66     | 0      |
| 2019-2020        | SPAL             | A                | 16         | 0          | CI              | 0               | 0               | -                  | -                  | -                  | -           | -           | -           | 16     | 0      |
| 2020-2021        | Spezia           | A                | 6          | 0          | CI              | 1               | 0               | -                  | -                  | -                  | -           | -           | -           | 7      | 0      |
| 2021-2022        | Spezia           | A                | 18         | 1          | CI              | 1               | 0               | -                  | -                  | -                  | -           | -           | -           | 19     | 1      |
| 2022-2023        | Spezia           | A                | 6          | 0          | CI              | 2               | 0               | -                  | -                  | -                  | -           | -           | -           | 8      | 0      |
| lug.-set. 2023   | Spezia           | B                | -          | -          | CI              | -               | -               | -                  | -                  | -                  | -           | -           | -           | -      | -      |
| Totale Spezia    | Totale Spezia    | Totale Spezia    | 30         | 1          |                 | 4               | 0               |                    | -                  | -                  |             | -           | -           | 34     | 1      |
| gen.-giu. 2024   | Rimini           | C                | 15+2       | 0          | CI-C            | 2               | 0               | -                  | -                  | -                  | -           | -           | -           | 19     | 0      |
| Totale carriera  | Totale carriera  | Totale carriera  | 192        | 5          |                 | 16              | 0               |                    | -                  | -                  |             | -           | -           | 208    | 5      |

### Cronologia delle presenze e reti in nazionale
| Cronologia completa delle presenze e delle reti in nazionale ― Italia under 21 | Cronologia completa delle presenze e delle reti in nazionale ― Italia under 21 | Cronologia completa delle presenze e delle reti in nazionale ― Italia under 21 | Cronologia completa delle presenze e delle reti in nazionale ― Italia under 21 | Cronologia completa delle presenze e delle reti in nazionale ― Italia under 21 | Cronologia completa delle presenze e delle reti in nazionale ― Italia under 21 | Cronologia completa delle presenze e delle reti in nazionale ― Italia under 21 | Cronologia completa delle presenze e delle reti in nazionale ― Italia under 21 |
| Data                                                                           | Città                                                                          | In casa                                                                        | Risultato                                                                      | Ospiti                                                                         | Competizione                                                                   | Reti                                                                           | Note                                                                           |
| ------------------------------------------------------------------------------ | ------------------------------------------------------------------------------ | ------------------------------------------------------------------------------ | ------------------------------------------------------------------------------ | ------------------------------------------------------------------------------ | ------------------------------------------------------------------------------ | ------------------------------------------------------------------------------ | ------------------------------------------------------------------------------ |
| 15-8-2012                                                                      | Leeuwarden                                                                     | Paesi Bassi under 21                                                           | 0 – 3                                                                          | Italia under 21                                                                | Amichevole                                                                     | -                                                                              | 46’                                                                            |
| 6-9-2012                                                                       | Casarano                                                                       | Italia under 21                                                                | 7 – 0                                                                          | Liechtenstein under 21                                                         | Qual. Europeo Under-21 2013                                                    | 1                                                                              | 65’                                                                            |
| 10-9-2012                                                                      | Casarano                                                                       | Italia under 21                                                                | 2 – 4                                                                          | Irlanda under 21                                                               | Qual. Europeo Under-21 2013                                                    | -                                                                              | 46’                                                                            |
| 13-11-2012                                                                     | Siena                                                                          | Italia under 21                                                                | 1 – 3                                                                          | Spagna under 21                                                                | Amichevole                                                                     | -                                                                              | 12’                                                                            |
| 22-3-2013                                                                      | Cittadella                                                                     | Italia under 21                                                                | 2 – 0                                                                          | Russia under 21                                                                | Amichevole                                                                     | -                                                                              | 88’                                                                            |
| 25-3-2013                                                                      | Bassano del Grappa                                                             | Italia under 21                                                                | 1 – 0                                                                          | Ucraina under 21                                                               | Amichevole                                                                     | -                                                                              | 77’                                                                            |
| Totale                                                                         |                                                                                | Presenze                                                                       | 6                                                                              |                                                                                | Reti                                                                           | 1                                                                              |                                                                                |

## Palmarès

### Club

#### Competizioni giovanili
- FA Youth Cup: 1

Chelsea: 2009-2010